# Rare (album Selena Gomez)
Rare è il terzo album in studio della cantante statunitense Selena Gomez, pubblicato il 10 gennaio 2020 dall'etichetta discografica Interscope Records.

## Pubblicazione
L'album è stato annunciato dalla stessa cantante attraverso un post sul suo Instagram del 12 dicembre 2019 dove ne ha rivelato titolo, copertina e lista tracce. Del disco, oltre all'edizione standard da tredici tracce in versione sia fisica che digitale, sono stati prodotti un disco in vinile (disponibile dal successivo 21 febbraio) con la traccia bonus Feel Me, un'edizione venduta esclusivamente nei supermercati statunitensi Target contenente, in fondo alla lista tracce, i cinque singoli orfani pubblicati dalla cantante fra il 2017 e il 2018 (Bad Liar, Fetish, It Ain't Me, Wolves e Back to You), e un'edizione giapponese che include, oltre alle diciotto tracce della versione Target, un DVD con i video musicali dei due singoli Lose You to Love Me e Look at Her Now e i rispettivi dietro le quinte. Il 10 aprile 2020 l'album è stato ristampato con l'aggiunta di tre canzoni inedite (Boyfriend, Souvenir e She), una lista tracce riarrangiata e una nuova copertina.

## Descrizione
Rare è un album di musica pop composto da tredici tracce. Il disco si apre con la traccia che dà il titolo all'album, un brano dalla produzione minimalista il cui testo vede la cantante riflettere su una relazione passata in cui non riceveva abbastanza attenzioni dal partner. Segue Dance Again, pezzo dalle tendenze funk e disco che, per la massiccia presenza di sintetizzatori nella base musicale, è stato paragonato da Entertainment Weekly ai lavori dei Daft Punk. Il testo è incentrato sul superamento di un trauma e sul conseguente ritrovamento dell'autostima. La terza traccia, Look at Her Now, presenta anch'essa un uso massiccio di sintetizzatori e di effetti vocali, e parla della sensazione di libertà in seguito la fine di un rapporto che ha avuto un impatto negativo sulla vita della cantante. Lose You to Love Me è la quarta traccia di Rare, nonché l'unica ballata dell'album. Descritta da Billboard come "vulnerabile, dolorosa, onesta e diretta", è ispirata agli avvenimenti della vita privata di Selena Gomez, e parla di come l'uscire da una relazione deleteria abbia permesso alla cantante di migliorare la sua considerazione di sé e di concentrarsi su se stessa.
Quinta nella lista tracce è Ring, canzone sugli amanti che non vogliono impegnarsi seriamente con forti influenze di musica latina, tanto che ha ricevuto paragoni a Havana di Camila Cabello dal NME e da Stereogum, e a Smooth di Carlos Santana da Billboard e Stereogum. La sesta canzone, Vulnerable, ha un titolo eloquente: la cantante mette infatti a nudo la sua vulnerabilità e parla della sua paura di ricadere in vecchie abitudini che l'hanno danneggiata. A livello musicale, il pezzo è influenzato dall'Italo disco e dalla tropical house. People You Know è un brano elettropop sulle amicizie paragonato da Stereogum alla musica di Imogen Heap, mentre nella ritmata e latineggiante Let Me Get Me la cantante afferma paragona una serata in discoteca con le amiche da una terapia.
La nona canzone è la sensuale midtempo R&B Crowded Room, che vede la partecipazione del cantante 6lack, nella quale la cantante fa uso della tecnica del falsetto. La traccia successiva è Kinda Crazy, un pezzo funk pop con tanto di assolo di tromba in cui Selena Gomez accusa un'ex fiamma di essere cambiato in negativo nel corso del tempo. Anche Fun ha chiare influenze funk, tanto da ricevere paragoni con la musica di Prince dal Los Angeles Times. Nel testo la cantante fa menzione dei problemi di salute mentale di cui ha sofferto, rendendo tuttavia chiaro che non permette a questi di controllare la sua vita. Il penultimo brano è Cut You Off, descritto da Billboard come "maturo ed eterno", che a livello musicale presenta elementi di blues e soul, nonché un assolo di chitarra nel bridge. Il testo è un addio ad un ex che la cantante intende "tagliare fuori" dalla sua vita. Rare si conclude con A Sweeter Place, una collaborazione con il rapper Kid Cudi che Selena Gomez ha descritto come la sua "situazione attuale", risultata dalla sua "necessità di trovarsi in un posto migliore" nella sua vita.

## Promozione
Il 23 ottobre 2019 è stato pubblicato il singolo apripista di Rare, la ballata Lose You to Love Me accompagnata dal suo video musicale in bianco e nero, che ha raggiunto la vetta della classifica statunitense, diventando la prima numero uno di Selena Gomez in madrepatria. Il giorno successivo è uscito Look at Her Now, un brano più movimentato con un video colorato e coreografato. La decisione di pubblicare le due canzoni una a ridosso dell'altra è stata motivata dalla cantante dal fatto che i due pezzi siano complementari: se infatti Lose You to Love Me parla del ritrovamento della propria autostima dopo la fine di una relazione deleteria, Look at Her Now descrive più in dettaglio la sensazione d'indipendenza che arriva con la ritrovata libertà. Il mese successivo Selena Gomez ha aperto gli American Music Awards 2019 con un'esibizione dal vivo delle due canzoni.
Lo stesso giorno dell'uscita dell'album, il 10 gennaio 2020, Selena Gomez ha pubblicato il video musicale del brano Rare sul suo canale YouTube, in rotazione radiofonica come terzo singolo ufficiale a partire dal successivo 17 gennaio. Feel Me, traccia bonus dell'edizione in vinile, è stata pubblicata come singolo promozionale in digitale il 21 febbraio. Il 10 aprile 2020 è stato pubblicato un video musicale per Boyfriend, che è entrata in rotazione radiofonica nel Regno Unito una settimana dopo e in Italia dopo tre settimane, diventando il quarto singolo estratto dall'album.

## Accoglienza
| Recensione           | Giudizio |
| -------------------- | -------- |
| AllMusic             |          |
| Consequence          | B–       |
| Entertainment Weekly | B+       |
| The Independent      |          |
| musicOMH             |          |
| NME                  |          |
| Paste                | 7/10     |
| Pitchfork            | 6,8/10   |
| Rolling Stone        |          |
| Slant Magazine       |          |
| The Times            |          |

Rare ha ottenuto recensioni prevalentemente positive da parte dei critici musicali. Su Metacritic, sito che assegna un punteggio normalizzato su 100 in base a critiche selezionate, l'album ha ottenuto un punteggio medio di 76 basato su dodici critiche.
Nel suo articolo pubblicato su AllMusic, Tim Sendra ha assegnato all'album quattro stelle su cinque e ha affermato che «nella realtà della musica commerciale, Rare include testi sorprendentemente onesti, e Selena Gomez appare più coinvolta che mai nella creazione delle sue canzoni». L'ha definito l'album migliore della cantante, nonché «il suo disco più interessante». Anche Brittany Spanos, giornalista musicale per Rolling Stone, ha valutato l'album con quattro stelle e l'ha definito «un ritorno elegante e coerente». Jem Aswad di Variety ha pubblicato una recensione entusiasta: ha proclamato Rare «uno dei migliori album pop usciti di recente», e ha descritto la musica come «sofisticata, composta con precisione e prodotta con maestria». Ha inoltre elogiato la coesione musicale dell'album e la performance vocale di Selena Gomez, affermando che «anche se la sua voce non è né potente, né possiede una grande estensione, riesce comunque a imporsi e a risultare distintiva».
Nella sua recensione per Entertainment Weekly, Leah Greenblatt ha apprezzato le tematiche di «amore verso se stessi e accettazione» che ricorrono attraverso le tracce, affermando che «nonostante i messaggi pesanti, la leggerezza sembra essere il tratto distintivo dell'album». Ha inoltre elogiato i produttori e i compositori, in modo particolare Julia Michaels e Justin Tranter, che sono riusciti a valorizzare la cantante. Mikael Wood del Los Angeles Times ha definito Rare «il primo grandioso album pop» di Selena Gomez: ne ha apprezzato gli arrangiamenti «avventurosi« e il «senso d'intimità» che risulta dalla sua performance vocale. Secondo Chris DeVille di Stereogum, Rare «è valso l'attesa» di oltre quattro anni da Revival. Ha descritto l'album come «un elegante e fresco assortimento di canzoni». Will Hodgkinson di The Times ha assegnato a Rare quattro stelle su cinque, definendolo «musica pop orecchiabile e di buon gusto, arricchita da ritornelli memorabili».
Scrivendo per The Independent, Alexandra Pollard ha valutato il disco con tre stelle su cinque, definendolo «coerente e ricco di momenti di estasi e di pathos». Ha criticato la banalità dei contenuti, da lei descritti come riguardanti «i soliti problemi con i ragazzi», e ha concluso la sua recensione con un paragone con i precedenti lavori della cantante, affermando che l'album «rimane oscurato da mezzo decennio di pezzi forti» in riferimento all'album precedente e ai singoli orfani del 2017-18. Anche Rhian Daly del NME ha assegnato a Rare tre stelle. Ha descritto il disco come «la musica di una donna che si trova a proprio agio sia da sola, che in compagnia di sé stessa» e come «l'inizio dell'emancipazione» della cantante, ma ha criticato l'eccessiva presenza di canzoni che «potrebbero essere state cantate da qualunque altra popstar». Sophia Ordaz dello Slant Magazine ha espresso dubbi sull'originalità dell'album, scrivendo che «nonostante ci siano barlumi di autenticità, rimane difficile capire chi sia Selena Gomez, e non solo a livello musicale».

## Tracce
1. Rare – 3:40 (Selena Gomez, Madison Love, Brett McLaughlin, Nolan Lambroza, Simon Rosen)
2. Dance Again – 2:50 (Selena Gomez, Caroline Furoyen, Mattias Larsson, Robin Fredriksson, Justin Tranter)
3. Look at Her Now – 2:42 (Selena Gomez, Julia Michaels, Justin Tranter, Ian Kirkpatrick)
4. Lose You to Love Me – 3:26 (Selena Gomez, Julia Michaels, Justin Tranter, Mattias Larsson, Robin Fredriksson)
5. Ring – 2:28 (Selena Gomez, Sean Douglas, Julie Frost, Breyan Isaac, David Ciente, Nolan Lambroza)
6. Vulnerable – 3:12 (Selena Gomez, Stefan Johnson, Amy Allen, Jonathan Bellion, Jordan K. Johnson)
7. People You Know – 3:14 (Selena Gomez, Jason Evigan, Alexandra Robotham, Stephanie Jones, Mathieu Jomphe Lépine, Lil Aaron)
8. Let Me Get Me – 3:09 (Selena Gomez, Caroline Furoyen, Mattias Larsson, Robin Fredriksson, Justin Tranter)
9. Crowded Room (feat. 6lack) – 3:06 (Selena Gomez, Bleta Rexha, Nolan Lambroza, Simon Wilcox)
10. Kinda Crazy – 3:32 (Selena Gomez, Albin Nedler, Kristoffer Fogelmark, Rami Yacoub, Jasmine Thompson)
11. Fun – 3:09 (Selena Gomez, Raul Cubina, Mark Williams, Julia Michaels, Scott Friedman)
12. Cut You Off – 3:02 (Selena Gomez, David Pramik, Liza Owen, Chloe Angelides)
13. A Sweeter Place (feat. Kid Cudi) – 4:23 (Selena Gomez, Scott Mescudi, Ian Kirkpatrick, Madison Love, Uzoechi Emenike)

Traccia bonus del vinile e per lo streaming
1. Feel Me – 3:46 (Selena Gomez, Lisa Scinta, Phil Shaouy, Jonathan Mills, Kurtis McKenzie, Ammar Malik, Jacob Kasher, Ross Golan)

Tracce bonus delle edizioni Target e giapponese
1. Bad Liar – 3:34 (Selena Gomez, Julia Michaels, Justin Tranter, Ian Kirkpatrick, David Byrne, Chris Frantz, Tina Weymouth)
2. Fetish (feat. Gucci Mane) – 3:06 (Selena Gomez, Chloe Angelides, Brett McLaughlin, Gino Barletta, Jonas Jeberg, Joe Khajadourian, Alex Schwartz, Radric Davis)
3. It Ain't Me (con Kygo) – 3:40 (Selena Gomez, Kyrre Gørvell-Dahll, Ali Tamposi, Andrew Wotman, Brian Lee)
4. Back to You – 3:30 (Selena Gomez, Amy Allen, Parrish Warrington, Diederik Van Elsas, Micah Premnath)
5. Wolves (con Marshmello) – 3:17 (Selena Gomez, Christopher Comstock, Andrew Watt, Ali Tamposi, Brian Lee, Louis Bell, Carl Rosen)

DVD dell'edizione giapponese
1. Lose You to Love Me (video musicale) – 3:26
2. Lose You to Love Me (dietro le quinte) – 3:08
3. Look at Her Now (video musicale) – 2:44
4. Look at Her Now (dietro le quinte) – 3:07

Ristampa deluxe
1. Boyfriend – 2:41 (Selena Gomez, Julia Michaels, Justin Tranter, Jon Wienner, Sam Homaee)
2. Lose You to Love Me – 3:26 (Selena Gomez, Julia Michaels, Justin Tranter, Mattias Larsson, Robin Fredriksson)
3. Rare – 3:40 (Selena Gomez, Madison Love, Brett McLaughlin, Nolan Lambroza, Simon Rosen)
4. Souvenir – 2:41 (Selena Gomez, Ian Kirkpatrick, Madison Love, Sam Douglas)
5. Look at Her Now – 2:42 (Selena Gomez, Julia Michaels, Justin Tranter, Ian Kirkpatrick)
6. She – 2:52 (Selena Gomez, Justin Tranter, Jon Wienner, Sam Homaee, Uzoechi Emenike)
7. Crowded Room (feat. 6lack) – 3:06 (Selena Gomez, Bleta Rexha, Nolan Lambroza, Simon Wilcox)
8. Vulnerable – 3:12 (Selena Gomez, Stefan Johnson, Amy Allen, Jonathan Bellion, Jordan K. Johnson)
9. Dance Again – 2:50 (Selena Gomez, Caroline Furoyen, Mattias Larsson, Robin Fredriksson, Justin Tranter)
10. Ring – 2:28 (Selena Gomez, Sean Douglas, Julie Frost, Breyan Isaac, David Ciente, Nolan Lambroza)
11. A Sweeter Place (feat. Kid Cudi) – 4:23 (Selena Gomez, Scott Mescudi, Ian Kirkpatrick, Madison Love, Uzoechi Emenike)
12. People You Know – 3:14 (Selena Gomez, Jason Evigan, Alexandra Robotham, Stephanie Jones, Mathieu Jomphe Lépine, Lil Aaron)
13. Cut You Off – 3:02 (Selena Gomez, David Pramik, Liza Owen, Chloe Angelides)
14. Let Me Get Me – 3:09 (Selena Gomez, Caroline Furoyen, Mattias Larsson, Robin Fredriksson, Justin Tranter)
15. Kinda Crazy – 3:32 (Selena Gomez, Albin Nedler, Kristoffer Fogelmark, Rami Yacoub, Jasmine Thompson)
16. Fun – 3:09 (Selena Gomez, Raul Cubina, Mark Williams, Julia Michaels, Scott Friedman)
17. Feel Me – 3:46 (Selena Gomez, Lisa Scinta, Phil Shaouy, Jonathan Mills, Kurtis McKenzie, Ammar Malik, Jacob Kasher, Ross Golan)

## Formazione
Voci
- Selena Gomez – voce (tutte le tracce), coro (1)
- 6lack – voce (9)
- Kid Cudi – voce, coro (13)
- Caroline Ailin – coro (2, 8)
- Amy Allen – coro (6)
- Chloe Angelides – coro (12)
- Jon Bellion – coro (6)
- Jason Evigan – coro (7)
- Steph Jones – coro (7)
- Ian Kirkpatrick – coro (13)
- Madison Love – coro (13)

- Mattman & Robin – coro (4)
- MNEK – coro (13)
- Julia Michaels – coro (3, 4, 11)
- Liza Owen – coro (12)
- Henry Oyekanmi – coro (5)
- David Pramik – coro (12)
- Avena Savage – coro (12)
- Jasmine Thompson – coro (10)
- Justin Tranter – coro (4)
- Mark Williams – coro (11)

Musiche
- Jon Bellion – strumentazione (6)
- Billboard – strumentazione (6)
- Carl Bodell – tromba (10)
- David Bukovinszky – violoncello (4)
- Mattais Bylund – sintetizzatore a corde, arrangiamento delle corde, editing delle corde, registrazione delle corde (4)
- Kid Cudi – strumentazione (13)
- Mike Dean – strumentazione (13)
- Jason Evigan – strumentazione (7)
- Jake Faun – strumentazione (1), chitarra (5)
- Finneas – percussioni, sintetizzatore, corde, basso (4)
- Kristoffer Fogelmark – tastiere, tamburi, strumentazione, chitarra, basso (10)
- Alex Hope – strumentazione (7)
- Mattais Johansson – violino (4)
- Ian Kirkpatrick – strumentazione (3, 13)

- Johan Lenox – composizione delle corde, arrangiamento delle corde (5)
- Mattman & Robin – tamburi (2, 8), chitarra (2), percussioni, basso (2, 4, 8), pianoforte, sintetizzatore (2, 4), Roland TR-808, organo, corde (4), tastiere, battimani, arpa (8)
- Albin Nedler – tastiere, tamburi, strumentazione, chitarra (10)
- Sir Nolan – strumentazione (1, 9), percussioni (5)
- Oladipo Omishore – strumentazione (13)
- Henry Oyekanmi – percussioni (5)
- David Pramik – strumentazione, Fender Stratocaster, Gibson Les Paul (12)
- Patrick Reynolds – strumentazione (13)
- Simon Says – strumentazione (1)
- The Monsters & Strangerz – strumentazione (6)
- Mark Williams – strumentazione (11)
- Rami Yacoub – tastiere, tamburi, strumentazione (10)

Produzione
- Selena Gomez – produttrice esecutiva
- Jon Bellion – produttore (6)
- Kid Cudi – produttore (13)
- Sean Douglas – produttore (5)
- Jason Evigan – produttore (7)
- Kristoffer Fogelmark – produttore (10)
- Ian Kirkpatrick – produttore, produttore vocale (3), co-produttore (13)
- Mattman & Robin – produttori, produttori vocali (2, 4, 8)
- Albin Nedler – produttore (10)
- Sir Nolan – produttore, produttore vocale (1, 5, 9)
- Ojivolta – produttore (11)
- David Pramik – produttore (12)
- Simon Says – produttore, produttore vocale (1), produttore addizionale (5)

- The Monsters & Strangerz – produttori (6)
- Rami Yacoub – produttore (10)
- Finneas – produttore addizionale (4)
- Johan Lenox – produttore addizionale (5)
- Billboard – co-produttore (7)
- Mike Dean  – co-produttore (13)
- Alex Hope – co-produttore (7)
- Oladipo Omishore – co-produttore (13)
- Patrick Reynolds – co-produttore (13)
- Benjamin Rice – produttore vocale (9, 10, 12)
- Bart Schoudel – produttore vocale (2, 3, 4, 6, 7, 8, 10, 11)
- Gian Stone – produttore vocale addizionale (6)

Tecnici
- Cory Bice – tecnico (2, 8)
- Raul Cubina – tecnico, programmatore (11)
- Ryan Dulude – tecnico (8), assistente tecnico (4)
- Rafael "Come2Brazil" Fadul – tecnico (7)
- John Hanes – tecnico (2, 6, 8), tecnico del missaggio (4)
- Sam Holland – tecnico (8)
- Stefan Johnson – tecnico (6)
- Ian Kirkpatrick – tecnco (3, 13)
- Jeremy Lertola – tecnico (2, 8)
- Mattman & Robin – tecnico (4), programmatore (2, 4, 8)
- Sir Nolan – tecnico (1, 5, 9), programmatore (5)
- David Pramik – tecnico (12)
- Benjamin Rice – tecnico (1, 9, 10, 12)
- Simon Says – tecnico (1)
- Bart Schoudel – tecnico (1, 2, 3, 4, 5, 6, 7, 8, 10, 11, 13)
- William J. Sullivan – tecnico (13)
- Mark Williams – tecnico, programmatore (11)
- Bo Bodnar – assistente tecnico (13)
- Andrew Boyd – assistente tecnico (3, 6, 8, 10, 11, 13)
- Kevin Brunhober – assistente tecnico (2, 5, 7, 8, 11, 13)
- Lionel Crasta – assistente tecnico (7)
- Gavin Finn – assistente tecnico (4)
- Chris Kahn – assistente tecnico (13)

- Sedrick Moore II – assistente tecnico (3, 12)
- Mick Raskin – assistente tecnico (2, 7, 10)
- Jeremy Tomlinson – assistente tecnico (5)
- Finneas – programmatore (4)
- Kristoffer Fogelmark – programmatore (10)
- Albin Nedler – programmatore (10)
- Rami Yacoub – programmatore (10)
- Ben Dotson – editing vocale e del suono post-produzione (11)
- Jon Castelli – missaggio (11)
- Șerban Ghenea – missaggio (2, 4, 6, 8)
- Manny Marroquin – missaggio (3, 9)
- Tony Maserati – missaggio (1, 5, 7, 10, 12, 13)
- Miles Comaskey – tecnico del missaggio (1), assistente tecnico del missaggio (10, 12)
- Josh Deguzman – tecnico del missaggio (11)
- Chris Galland – tecnico del missaggio (13)
- Scott Desmarais – assistente tecnico del missaggio (3)
- Robin Florent – assistente tecnico del missaggio (3)
- Jeremie Inhaber – assistente tecnico del missaggio (3)
- Najeeb Jones – assistente tecnico del missaggio (5, 7)
- David Kim – assistente tecnico del missaggio (9, 13)
- Dale Becker – mastering (11)
- Chris Gehringer – mastering (1, 2, 3, 4, 5, 6, 7, 8, 9, 10, 12, 13)
- Will Quinnell – mastering (2, 3, 4, 5, 6, 7, 8, 9, 10, 12, 13)

Design
- Petra Collins – fotografia
- Max Angles – design
- Dina Hovsepian – direzione artistica

## Successo commerciale
Rare è diventato il terzo album consecutivo a debuttare al primo posto nella Billboard 200 statunitense. Nella sua prima settimana ha accumulato 112 000 unità di vendita, di cui 53 000 sono vendite pure, 56 000 sono stream-equivalent units risultanti da 79,3 milioni di riproduzioni in streaming delle tracce, e 3 000 sono track-equivalent units equivalenti a circa 30 000 vendite digitali dei singoli brani. La settimana successiva ha registrato un calo di vendite del 66%, aggiungendo altre 38 000 unità al suo totale e scendendo al sesto posto nella classifica statunitense. L'album ha inoltre esordito in vetta alla classifica canadese, diventando il secondo album numero uno di Selena Gomez nel paese. Ha totalizzato 10 000 unità nella sua prima settimana, risultato il disco più venduto nei negozi fisici e digitali, e il secondo più riprodotto sulle piattaforme di streaming. A seguito della commercializzazione della versione deluxe, è risalito di trenta posizioni alla 9ª nella settimana datata il 25 aprile 2020.
Con il suo debutto al secondo posto della Official Albums Chart, Rare è diventato il primo album di Selena Gomez ad entrare nella top ten della classifica del Regno Unito. Ha venduto 17 661 unità nella sua prima settimana di disponibilità nel paese, fra cui 5 122 copie in musicassetta. La settimana successiva è sceso al sedicesimo posto, aggiungendo 3 890 unità al totale. In Australia l'album è entrato nella classifica degli album direttamente al primo posto, diventando il primo disco numero uno della cantante nel paese. Nella classifica giapponese delle vendite fisiche e digitali Rare ha raggiunto il 20º posto con 2 876 esemplari.

## Classifiche

### Classifiche settimanali
| Classifica (2020) | Posizione massima |
| ----------------- | ----------------- |
| Argentina         | 1                 |
| Australia         | 1                 |
| Austria           | 3                 |
| Belgio (Fiandre)  | 1                 |
| Belgio (Vallonia) | 3                 |
| Canada            | 1                 |
| Croazia           | 9                 |
| Danimarca         | 5                 |
| Estonia           | 1                 |
| Finlandia         | 5                 |
| Francia           | 6                 |
| Germania          | 3                 |
| Grecia            | 3                 |
| Irlanda           | 4                 |
| Islanda           | 8                 |
| Italia            | 6                 |
| Lituania          | 1                 |
| Messico           | 1                 |
| Norvegia          | 1                 |
| Nuova Zelanda     | 2                 |
| Paesi Bassi       | 2                 |
| Polonia           | 3                 |
| Portogallo        | 1                 |
| Regno Unito       | 2                 |
| Repubblica Ceca   | 2                 |
| Slovacchia        | 2                 |
| Spagna            | 3                 |
| Stati Uniti       | 1                 |
| Svezia            | 7                 |
| Svizzera          | 3                 |
| Ungheria          | 28                |

### Classifiche di fine anno
| Classifica (2020) | Posizione |
| ----------------- | --------- |
| Belgio (Fiandre)  | 60        |
| Belgio (Vallonia) | 128       |
| Danimarca         | 73        |
| Francia           | 184       |
| Irlanda           | 36        |
| Norvegia          | 14        |
| Paesi Bassi       | 70        |
| Portogallo        | 100       |
| Regno Unito       | 55        |
| Spagna            | 84        |
| Stati Uniti       | 101       |